# Thamnomys kuru
Thamnomys kuru is een knaagdier uit de onderfamilie muizen en ratten van de Oude Wereld (Murinae) dat voorkomt in het zuiden van de Centraal-Afrikaanse Republiek, in Congo-Kinshasa en in West-Oeganda. Mogelijk komt het dier ook in Congo-Brazzaville voor. Deze soort is wat kleiner dan Thamnomys poensis, maar lijkt daar verder veel op. Het karyotype bedraagt 2n=50.
Thamnomys kempi · Thamnomys kuru · Thamnomys major · Thamnomys poensis · Thamnomys schoutedeni · Thamnomys venustus